# ویگیتزولو داسته
ویگیتزولو داسته (به ایتالیایی: Vighizzolo d'Este) یک کومونه در ایتالیا است که در استان پادووا واقع شده‌است. ویگیتزولو داسته ۱۷٫۲ کیلومتر مربع مساحت و ۹۵۵ نفر جمعیت دارد و ۱۱ متر بالاتر از سطح دریا واقع شده‌است.